# Локпорт (Илиноис)
Локпорт (енгл. Lockport) град је у америчкој савезној држави Илиноис. По попису становништва из 2010. у њему је живело 24.839 становника.

## Демографија
Према попису становништва из 2010. у граду је живело 24.839 становника, што је 9.648 (63,5%) становника више него 2000. године.
| Група             | 2000.          | 2010.          |
| Белци             | 14.080 (92,7%) | 21.854 (88,0%) |
| Афроамериканци    | 168 (1,1%)     | 350 (1,4%)     |
| Азијати           | 114 (0,8%)     | 334 (1,3%)     |
| Хиспаноамериканци | 660 (4,3%)     | 2.025 (8,2%)   |
| Укупно            | 15.191         | 24.839         |